# Пайпай
Народ Пайпа́й (также Пай Пай (Pai pai), Пайыпай (Pa’ipai), Аквайала (Akwa’ala), Якаквал (Yakakwal)) — это один из коренных народов Мексики, проживающий на северной территории Нижней Калифорнии и в Мексике. Исконные территории народа Пайпай лежат между землями племён Килива на юге, а также Кокопа и Кумиаль на севере; от Сан Висент (San Vicente) возле побережья Тихого океана на западе до устья реки Колорадо на востоке. Сегодня Пайпай вынуждены жить в этнически густонаселённом районе Нижней Калифорнии Санта Катарина. Фактически они загнаны в небольшую резервацию.

## История
Впервые Пайпай и европейцы встретились, когда экспедиция Себастьяна Вискаино в 1602 году наносила на карту местность Нижней Калифорнии. Более плотные и постоянные связи у Пайпай с представителями Европы завязались после 1769 года, когда экспедиция Гаспара де Портола-и-Ровира и Хуниперо Серра, отправленных для основания испанских поселений, дошла до западных земель.
Сан Висент, одна из миссий Доминиканского ордена, была основана недалеко от границ земель Пайпай в 1780 году. Миссия стала важным Испанским центром по военному и административному управлению регионом. В 1797 году на базе миссии Сан Висент была также создана миссия Санта Катарина недалеко от границ территория племён Пайпай и Кумиаль. Однако в 1840 году миссия Санта Катарина была уничтожена, враждебно настроенными силами некоторых Индейских племён, среди которых, как ни странно, были и Пайпай.
Главное современное поселение племени находится в городке Санта Катарина (англ. Santa Catarina). Это место они делят с представителями Кумиаль и Килива.

## Население
Meigs говорил о том, что исконное население, ассоциируемое с миссиями Сан Висент и Санта Катарина, было примерно 780—1000 человек. Hicks оценивал численность народа в 1800 человек, и утверждал, что плотность населения составляла 0,3 человека на квадратный километр. Owen заявлял, что все приведённые оценки населения являются очень высокими. Однако некоторые исследования показывают, что на сегодняшний момент осталось меньше 200 носителей языка Пайпай, так как новые поколения не считают нужным его изучать.

## Быт
Деятельность племени Пайпай была основана, в основном, на охоте на диких животных и на собирательстве. Растениеводством племя почти не занималось. В пищу использовалось множество растений, произрастающих в тех краях, а именно: агава, юкка, плоды мескитового дерева, опунция, жёлуди, кедровые орехи, ягоды можжевельника. Многие другие растения использовались в качестве лекарственных средств, или как материал для изготовления одежды или постройки различных сооружений. Из животных Пайпай охотились на: оленей, антилоп, баранов, кроликов и различных других млекопитающих, птиц, рыб и моллюсков средних и маленьких размеров.
Пайпай также держали и домашних животных.

## Культура
Информация о культурных практиках Пайпай до их встречи с европейцами содержится в совершенно разных источниках. Таковые в себя включают бортовые журналы морской экспедиции Себастьяна Вискаино; заметки позднего 18 и начала XIX века, сделанные такими наблюдателями и путешественниками как Луис Салес и Хосе Лонгинос Мартинес; исследования этнологов XX века, таких как Эдвард Гиффорд, Роберт Лоуи, Певерил Мейгс, Филипп Друкер и других.

### Материальная культура
Традиционные для Пайпай строения — это прямоугольные хижины с соломенными крышами и религиозные здания в форме купола (англ.  sweathouse). Также Пайпай изготовляли охотничье оружие (луки, сети, дубинки) и предметы повседневного обихода (коробки, гончарные изделия, каменные ножи, зернотёрки, ступы, песты и верёвки). Одежда Пайпай включала: юбки из кожи кролика, тканевые сандалии, фартуки из оленей кожи и нагрудные плетёнки для женщин.

### Социальная организация
Родство было основано на патрилинейной организации и на патрилокальности (šimułs). До сих пор не ясно точно, до какой степени доисторические поселения Пайпай и современные совпадают по принципу šimułs. Но, всё же, в древности принадлежность к конкретному поселению племени была достаточно расплывчатая и люди свободно могли переходить из одного места в другое на территории проживания всего народа. Некоторые исследователи также отрицают тот факт, что у Пайпай существовали лидеры, но, если, всё же, вожди и были представлены в социальной структуре народа, то их власть была достаточно слабой.

### Развлечения
Виды отдыха у Пайпай представлены большим количеством игр: игра с клюшкой, соревнования по пинанию мяча, игра в кольцо и булавку (игра также существовала и у других североамериканских народов), игра в кости, соревнования по стрельбе из лука, манипулирование различными предметами (фокусы) и «колыбель для кошки» (игра, при которой нитка или бечёвка, надетая на пальцы играющих, складывается в различные узоры).
Пайпай любили петь и играть на музыкальных инструментах вроде флейты, колокольчиков и инструмента, подобного маракасам.

### Духовная культура
Традиционные сказания Пайпай обычно подразделяют на: мифы, легенды и сказки. Устные истории, записанные колонизаторами для народа, имеются в очень ограниченном количестве, но, тем не менее, содержат сказания, относящиеся к каждой из перечисленных выше категорий. Сказания Пайпай, например, миф о сотворении мира, показывают их тесную связь с северным народом Кумиаль.

### Церемонии
Пайпай верили, что шаманы могут лечить болезни или вызывать их. Во власти шаманов также находились и дожди. Свои силы они приобретали либо во сне, либо принимая галлюциноген «datura».
Из множества церемоний народа многие были связаны с посвящением в юношество. Девушки ложились в специальные углубления в земле и жарились на солнце, затем их омывали водой и объединяли в группы для дальнейших ритуалов. Запреты на такие обряды для девушек действовали только в дни менструального цикла. Церемония взросления мальчиков включала в себя пирсинг носа, бег наперегонки и строгий пост.
Свадьбы изначально игрались по инициативе самой пары будущих молодожёнов и включали в себя несколько формальностей, одной из которых был выкуп невесты, который платился родителям последней. До сих пор остаётся открытым вопрос, практиковали ли Пайпай полигамию и разводы. Существовали различные ограничения и табу к обоим родителям в отношении рождения детей.
Как и у других народов Юман, бо́льшая часть обрядов была посвящена похоронам и «keruk» — трауру по умершим. Усопшего кремировали, а всю его собственность уничтожали.

## Язык
Язык Пайпай был описан Judith Joël и Mauricio J. Mixco, которые первые издали работы по изучению синтаксиса данного языка. Пайпай является близким к языку Хавасупай-валапай-явапай, на котором говорят народы Явапаи, Валапай и Хавасупай в западной Аризоне.